# Европски ариш
Европски ариш (лат. Larix europaea, Larix decidua) често само ариш, аришевина, горски мецесан, мацесан је врста биљака из рода ариша.

## Особине
Европски ариш је једино црногорично дрво из реда четинара које сваке године губи листове, тј. иглице. 
- Дрво је осредње висине - од 20 до 40 метара, са танким погнутим гранама, црвеносмеђом испуцаном кором и шиљастом крошњом. Брзо расте, а може достићи старост и до 600 година. На дрвећу које расте у скупинама, доње гране се често суше. Кора, смола и иглице имају балзамичан мирис, налик на лимун. Смола има мирис на балзам, а укус попут терпентина.
- Стабло

Стабло је право или благо закривљено. Достиже висину до 45 метара, а пречник до 120 cm. Код младих биљака кора је глатка, зеленкасто сива, док је код старијих биљака кора тамносива, дубоко испуцала и љушти се. Кора може бити дебела и 10 cm.
- Лишће/Иглице

Фине и мекане иглице расту засебно на дугим и танким изданцима у китицама по двадесет до шездесет у броју, које у јесен отпадају. Иглице су светлозелене и не боду. На јесен, пре него што опадну, иглице добијају жуту боју.
- Цветови

Ариш је једнодомна биљка чији се пурпурно-црвени, миришљави женски цветови развијају у мале шишарице. Мушки цветови су округли и светложути. Опрашују се путем ветра. Развијају се на рано пролеће, заједно са иглицама.
- Шишарке

Шишарке ове врсте имају овални облик. Зреле шишарке су дугачке 5-6 cm, а широке око 3 cm. Младе шишарке су зелене, а зреле висе, прекривене су љуском на ивицама и имају светлосиву боју. После испуштања семена опадају. Семе има сиво-браун боју и јајолик облик са оштром ивицом.
- Корен

Корен је веома добро развијен. Има дубок главни корен, али и доста развијене бочне коренове.

## Станиште
Европски ариш најбоље успева у планинама, а често сачињава велике шумске просторе. Брзо расте и због тога се често сади и узгаја. Првобитно је насељавао планинске делове централне Европе (Алпе, Карпате) и ниже пределе северне Пољске, али временом се раширио и на друге делове Европе.
Постоје две подврсте Европског ариша:
- Европски ариш (Алпски ариш) - са шишаркама величине од 2,5-6 cm и
- Пољски ариш - са шишаркама величине 2-3 cm који насељава пределе северне Пољске.

## Употреба
- Често се сади у шумама и на ветрометинама, као корисно дрво.
- Често се сади као украсна биљка у парковима и двориштима кућа. Такође се може користити као живица пошто добро подноси сечење.
- Дрво се користи у грађевини, како за унутрашње конструкције тако и за спољашње. Од дрвета ове врсте се производи намештај, зидне облоге, подови... Ово дрво је цењено још у античком периоду због отпорности на труљење.

### Лековитост
Лековито својство имају иглице које се скупљају у току целе године као и смола и кора који се скупљају у јесен.
Иглице се користе за купку у лечењу нервно растројених болесника и јако слабих особа. Исто тако, иглице и кора користе се за припремање облога за лечење упаљених рана, пригњечености и чирева. Чај припремљен од коре ариша тера на мокрење, лечи водену болест у почетку, жутицу, реуму у зглобовима, осип и чиреве. Смола припремљена са вином и медом чисти зачепљену јетру, дроби и лагано одваја песак и камење из жучи и бубрега, а код упале грла користи се за гргљање.

## Занимљивости
Некада се веровало да у стаблу Европског ариша живе душе људи умрлих неприродном смрћу које јечањем плаше људе. 